# 국민자유당 (1999년 영국)
국민자유당(영어: National Liberal Party 내셔널 라이베럴 파티[*])은 영국의 극우 정당으로 1999년에 설립했다.